# Попов, Денис Юрьевич
Дени́с Ю́рьевич Попо́в (укр. Денис Юрійович Попов; род. 17 февраля 1999, Мигия, Николаевская область) — украинский футболист, защитник киевского «Динамо» и сборной Украины. В составе сборной Украины (до 20 лет) чемпион мира 2019 года.

## Клубная карьера
Родился в селе Мигия, расположенном в Первомайском районе Николаевской области Украины. Тренировался в олимпийском колледже имени Ивана Поддубного (РВУФК) в Киеве. С 2015 года тренировался в футбольной академии киевского «Динамо»
13 апреля 2019 года дебютировал в основном составе «Динамо» в матче против «Мариуполя». 24 октября 2019 года дебютировал в еврокубках, выйдя в стартовом составе в матче группового этапа Лиги Европы против «Копенгагена». Первый мяч за киевское «Динамо» забил 31 октября 2019 года в ворота Шахтёр (Донецк) в матче 1/8 Кубка Украины. В следующей игре, 3 ноября 2019 года, забил дебютный гол в украинской Премьер-лиге в матче против «Львова», отличившись на 91-й минуте.
2 октября 2020 года подписал с «Динамо» новый контракт, срок действия которого рассчитан на 5 лет. 20 октября 2020 года дебютировал в Лиге чемпионов УЕФА в матче группового этапа против «Ювентуса». 8 декабря 2020 года забил свой первый мяч в еврокубках, отличившись единственным голом в матче группового этапа Лиге чемпионов против «Ференцвароша», что позволило «Динамо» одержать важную победу и, заняв третье место в группе, продолжить выступление в плей-офф Лиги Европы.
1 августа 2021 года в первом матче «Динамо» в сезоне 2021/22 отличился забитым голом в ворота «Вереса», открыв счёт уже в дебюте встречи, однако на 34-й минуте футболист был заменён на Илью Забарного. Как выяснилось после детального обследования, Попов получил тяжелую травму — повредил переднюю крестообразную связку и был прооперирован. Ориентировочный срок реабилитации — шесть месяцев.

## Карьера в сборной
Выступал за юношеские и молодёжные сборные Украины до 17, до 18, до 19, до 20 лет и до 21 года. В 2019 году, в составе молодёжной сборной Украины (до 20 лет), под руководством Александра Петракова, стал победителем молодёжного чемпионата мира.
30 апреля 2021 года главный тренер сборной Украины Андрей Шевченко впервые вызвал Попова для участия в товарищеских матчах против сборных Бахрейна, Северной Ирландии и Кипра в рамках подготовки к предстоящему чемпионату Европы 2020 года. 23 мая 2021 года дебютировал в сборной Украины в домашнем товарищеском матче против сборной Бахрейна, выйдя на замену вместо Сергея Кривцова на 63-й минуте.
1 июня 2021 года был включен в официальную заявку сборной Украины главным тренером Андреем Шевченко для участия в матчах чемпионата Европы 2020 года.

## Статистика выступлений

### Клубная статистика
| Выступление      | Выступление      | Выступление      | Чемпионат | Чемпионат | Кубок | Кубок | Еврокубки | Еврокубки | Прочие | Прочие | Итого | Итого |
| Клуб             | Лига             | Сезон            | Игры      | Голы      | Игры  | Голы  | Игры      | Голы      | Игры   | Голы   | Игры  | Голы  |
| ---------------- | ---------------- | ---------------- | --------- | --------- | ----- | ----- | --------- | --------- | ------ | ------ | ----- | ----- |
| Динамо Киев      | Премьер-лига     | 2018/19          | 1         | 0         | 0     | 0     | 0         | 0         | 0      | 0      | 1     | 0     |
| Динамо Киев      | Премьер-лига     | 2019/20          | 16        | 1         | 3     | 1     | 3         | 0         | 0      | 0      | 22    | 2     |
| Динамо Киев      | Премьер-лига     | 2020/21          | 15        | 2         | 2     | 0     | 8         | 1         | 0      | 0      | 25    | 3     |
| Динамо Киев      | Премьер-лига     | 2021/22          | 1         | 1         | 0     | 0     | 0         | 0         | 0      | 0      | 1     | 1     |
| Динамо Киев      | Премьер-лига     | 2022/23          | 10        | 0         | 0     | 0     | 6         | 0         | 0      | 0      | 16    | 0     |
| Динамо Киев      | Итого            | Итого            | 43        | 4         | 5     | 1     | 17        | 1         | 0      | 0      | 65    | 6     |
| Всего за карьеру | Всего за карьеру | Всего за карьеру | 43        | 4         | 5     | 1     | 17        | 1         | 0      | 0      | 65    | 6     |

### Международная статистика
| Сборная          | Сезон            | Товарищеские | Товарищеские | Официальные | Официальные | Итого | Итого |
| Сборная          | Сезон            | Игры         | Голы         | Игры        | Голы        | Игры  | Голы  |
| ---------------- | ---------------- | ------------ | ------------ | ----------- | ----------- | ----- | ----- |
| Украина          |                  |              |              |             |             |       |       |
| 2021             | 1                | 0            | 0            | 0           | 1           | 0     |       |
| 2022             | 0                | 0            | 2            | 0           | 2           | 0     |       |
| Всего за карьеру | Всего за карьеру | 1            | 0            | 2           | 0           | 3     | 0     |

### Матчи за сборную
| № | Дата         | Оппонент | Счёт | Голы | Передачи | Карточки | Минуты | Соревнование            |
| - | ------------ | -------- | ---- | ---- | -------- | -------- | ------ | ----------------------- |
| 1 | 23 мая 2021  | Бахрейн  | 1:0  | —    | —        | —        | 27'    | Товарищеский матч       |
| 2 | 8 июня 2022  | Ирландия | 3:0  | —    | —        | —        | 90'    | Лига наций УЕФА 2022/23 |
| 3 | 14 июня 2022 | Ирландия | 1:1  | —    | —        | —        | 18'    | Лига наций УЕФА 2022/23 |

Итого: 3 матча, 0 голов / 1 победа, 2 ничьи, 0 поражений.

## Достижения

### Командные
«Динамо» (Киев)
- Чемпион Украины (2): 2020/21, 2024/25
- Серебряный призёр чемпионата Украины: 2023/24
- Обладатель Кубка Украины (2): 2019/20, 2020/21
- Обладатель Суперкубка Украины (3): 2018, 2019, 2020

Сборная Украины
- Чемпион молодёжного чемпионата мира: 2019

## Награды
- Орден «За заслуги» III степени (2019)[17]